# أيه كي -630 أم 2 ديو
أيه كي -630 أم 2 ديو هو نظام دفاعي يصلح للسفن الحربية في المعركة وهو روسي الصنع، وتم تطويره في المكاتب العلمية KBP بتولا (روسيا)
أيه كي -630 أم 2 ديو هو مدفع من نوع جي أس إتش-6-30 عيار 30 ميليمتر يستطيع أن يطلق 5000 طلقة في الدقيقة، وهذا النظام مضاد للصواريخ أيضا،أما مقدوفات هذا المدفع فتستخدم تكنولوجيا تقنية التخفي مع إمكانية عدم رصدها من طرف الرادار.

## المميزات
المصنع: روسيا

وزن النظام: 3800 كيلوغرام

العيار: 30 ميليمتر

عدد الطلقات في الدقيقة: 10000 طلقة

مدى الطلقة: 4000 متر

عدد الأشخاص المتحكمين به: شخص واحد